# The Human Orchid
The Human Orchid è un film muto del 1916 scritto, prodotto e diretto da C.C. Field.

## Trama
Adottata dal ricco colonnello Troutwood, Ruth Brooks si accorge che l'uomo che ha sempre amato e rispettato è corrotto e senza morale. Quando lui cerca di sedurla, Ruth se ne va di casa e si reca dal procuratore distrettuale, rivale politico del colonnello. Anche lui però si rivela corrotto e Ruth non sa più di chi si deve fidare. Sarà un vecchio amore della madre morta, il dottor Hilton, che - dopo anni di ricerche - riesce finalmente a trovarla, a conquistare il suo cuore.

## Produzione
Il film fu prodotto dalla Field Feature Films Company, una compagnia che, poco dopo la produzione del film, cambiò il nome in Florida Feature Films. La compagnia aveva sede a Miami.

## Distribuzione
Distribuito dalla Florida Feature Films Company, il film uscì nelle sale cinematografiche statunitensi nel settembre 1916.